# Белохвостая украшенная котинга
Белохвостая украшенная котинга (лат. Xipholena lamellipennis) — вид птиц семейства котинговых. Эндемик Бразилии. Обитают под пологом влажного леса. Подвидов не выделяют.

## Описание
Длина тела 19—20 см. Основание клюва широкое.

### Вокализация
Звук, издаваемый представителями обоих полов — громкое «пёрп!».

## Биология
Естественной средой обитания этих птиц являются субтропические или тропические влажные равнинные леса. О рационе неизвестно почти ничего. Однажды птицу застали[кто?] за поеданием плодов Phytolacca. Миграций представители вида не совершают.
МСОП присвоил виду охранный статус NT.